# Szőlőske (Tőketerebesi járás)
Csécs község Szőlőske nevű településrészéről itt olvashatsz.
Szőlőske (szlovákul: Viničky, korábban Seleška) község Szlovákiában, a Kassai kerület Tőketerebesi járásában.

## Fekvése
Királyhelmectől 22 km-re délnyugatra, a Zempléni-szigethegység lábánál, a Bodrog jobb partján fekszik.

## Története
Területén már a kőkorszakban éltek emberek, a bükki és az otománi kultúra településének maradványait tárták itt fel. A bronzkorból a hallstatti kultúra aranytárgyait és a laténi kultúra településének nyomait találták meg.
A mai települést 1273-ban „Zeuleus” alakban említik először. 1399-ben „Zewlews”, 1468-ban „Zewlewske”, 1773-ban „Szölöska” néven említik a korabeli források. Neve, amely arra utal, hogy itt már ekkor kiterjedt szőlőültetvények voltak, egyértelműen magyar eredetű. Mai névalakja a 17. század végétől használatos.
1399-ben a Bodrogon gázló vezetett itt át. 1403-ban Pány Ferenc kapta adományként Zsigmond királytól. 1413-ban Rozgonyi Simon országbíró sikertelenül próbálta megszerezni magának. A 15. század második felében Rátkai István, 1523-ban Tárczai Miklós is birtokos lett a településen. 1557-ben 5 és fél portája adózott. A 16. század közepétől a Báthoryak tulajdonában állt, de a 17. században még több társbirtokosa is volt, többek között a Sennyey és a Szent-Ivány család is. A század végén az Almássyak tulajdonába került. 1715-ben 9 lakatlan és 15 lakott háza volt. 1787-ben 54 házában 270 lakos élt.
A 18. század végén Vályi András így ír róla: „SZŐLŐSKE. Magyar falu Zemplén Várm. földes Ura Almásy Uraság; lakosai reformátusok, fekszik a’ Bodrog, és szőlőhegyek között, Borsinak, ’s Szögnek szomszédságában; határja két nyomásbéli, jó mívelés után mindent megterem, kevés lévén szántóföldgye, többnyire rozszsal vetik; Borsi, Szögi, és Szerdahelyi határokban is szoktak szántani, és vetni; réttye jó szénát terem, de keveset, azért a’ Bodrogközből szokták azt pótolgatni; erdeje van, szőleje jó borokat, ’s aszszú szőlőt is terem; piatzok Sátorallya Újhelyben.”
A 19. században az Andrássyak birtoka. 1828-ban 52 háza és 396 lakosa volt. Lakói mezőgazdasággal, szőlőtermesztéssel, halászattal, kosárfonással foglalkoztak.
Fényes Elek 1851-ben kiadott geográfiai szótárában így ír a faluról: „Szőlőske, magyar falu, Zemplén vmegyében, Bodrog jobb partján, Ujhelyhez 1 órányira: 37 r. 40 g. kath., 280 ref., 18 zsidó lak. Ref. anyaszentegyház, kath. kápolna. Szőlőhegy. Erdő. 192 hold szántóföld. F. u. gr. Andrásy Gyula.”
Borovszky Samu monográfiasorozatának Zemplén vármegyét tárgyaló része szerint: „Szőlőske, bodrogmenti magyar kisközség 59 házzal és 373, nagyobbára ev. ref. vallású lakossal. Postája Ladmócz, távírója és vasúti állomása Bodrogszerdahely. Hajdan szőlőhegyeiről egyszerűen Szőlős volt a neve. A zempléni vár tartozéka s a kir. udvarnokok birtoka volt. Már 1029-ben találjuk említve, a mikor István király Beke nevű udvarnokát nemesíti és az itteni undvarnokok földjéből egy részt neki adományoz. 1403-ban Zsigmond király Pány Ferencznek és fiának adományozza. 1474-ben Rátkai Istvánt s 1523-ban Tárczai Miklóst iktatják „Zölöske” részeibe. Az 1598-iki összeírás Báthory Istvánt említi birtokosául. 1600-ban Domik Pétert iktatják itt be. 1629-ben ’Sennyey Sándor, 1653-ban Szent-Ivány Mihály is birtokosaiként említtetnek. Később azután az Almásy családé, majd a gróf Andrássyaké lett. Most nagyobb birtokosa nincsen. A község hegyeiben az obsidiánt egész tömegekben találják. Az 1663-iki pestis ezt a községet sem kerülte el. 1888-ban az árvíz okozott sok kárt a lakosoknak. Ev. ref. temploma az ősi templom helyén, 1839-ben épült. A gróf Andrássyaknak itt nagy szőlőtelepük, hatalmas pinczéjük és csinos nyaralójuk van, kápolnával. Ide tartozik Hatfa fürdőtelep.”
1920-ig Zemplén vármegye Sátoraljaújhelyi járásához tartozott. Elcsatolása után 1920-ban a csehszlovák hatóságok hivatalos nevét „Seleška”-ra változtatták. 1938 és 1944 között visszatért Magyarországhoz, de a második világháború után ismét Csehszlovákiához csatolták, s újabb névváltoztatást hajtottak végre, ekkor vált hivatalossá a „Viničky” névváltozata.

## Népessége
| Év:            | 1994. | 2004.   | 2014.   | 2024.    |
| -------------- | ----- | ------- | ------- | -------- |
| Emberek száma: | 499   | 518     | 499     | 449      |
| Eltérés:       |       | +3,80 % | -3,66 % | -10,02 % |

| Év:            | 2023. | 2024.   |
| -------------- | ----- | ------- |
| Emberek száma: | 453   | 449     |
| Eltérés:       |       | -0,88 % |

1910-ben 395-en, túlnyomórészt magyarok lakták.
2001-ben 522 lakosából 327 magyar és 191 szlovák.
2011-ben 516 lakosából 277 magyar és 176 szlovák.
2021-ben 476 lakosából 255 magyar (53,57%), 203 szlovák, 1 francia, 17 ismeretlen nemzetiségű.

## Nevezetességei
- Református temploma 1839-ben épült klasszicista stílusban.
- Itt található az Andrássy család egykori vadászkastélya és kápolnája a 19. század végéről.
- Határában számos florisztikai és zoológiai nevezetes lelőhely van.
- A község a történelmi Tokaj-hegyaljai borvidékhez tartozik.[8]

## Képtár

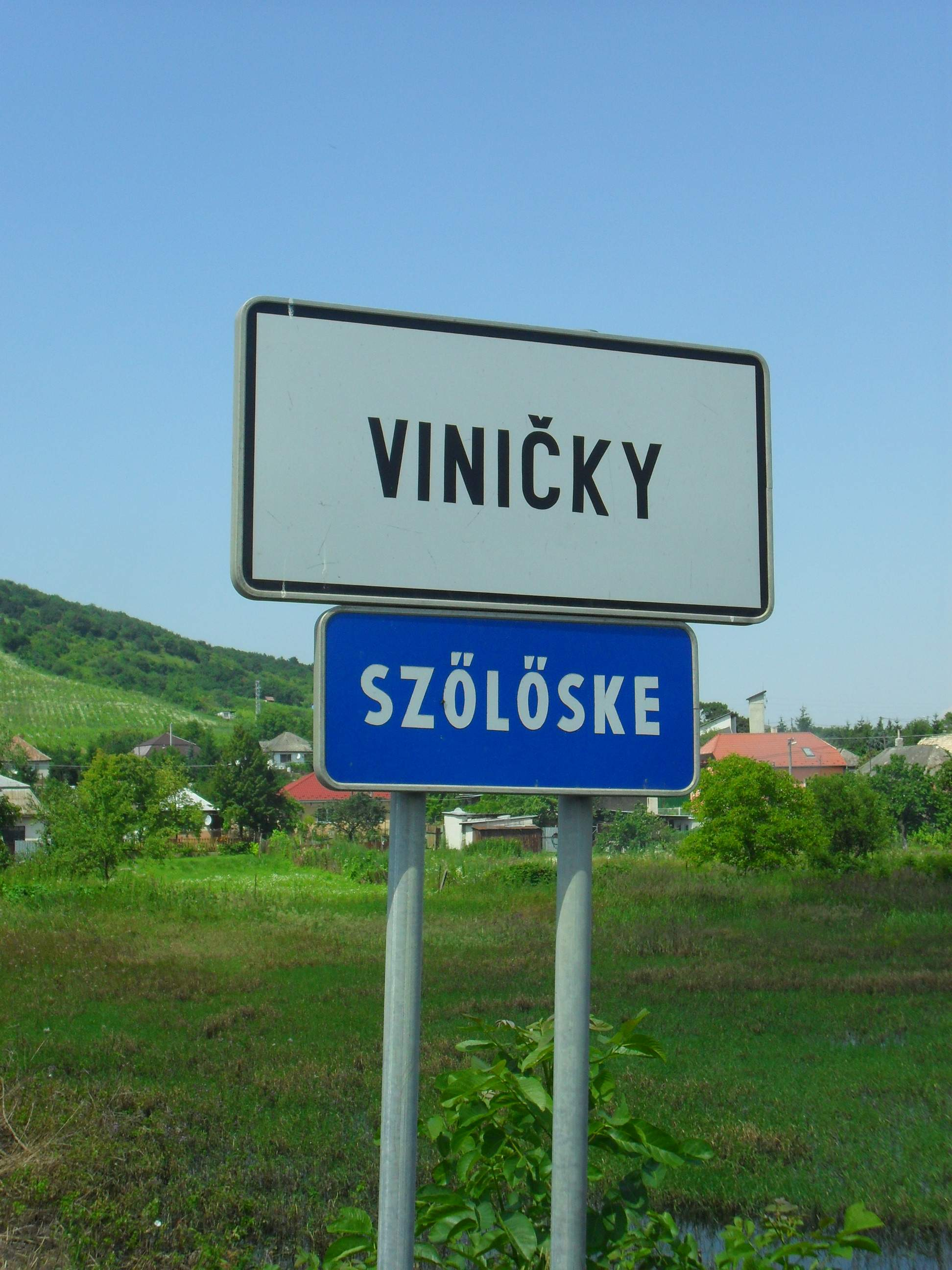
Kétnyelvű helységnévtábla
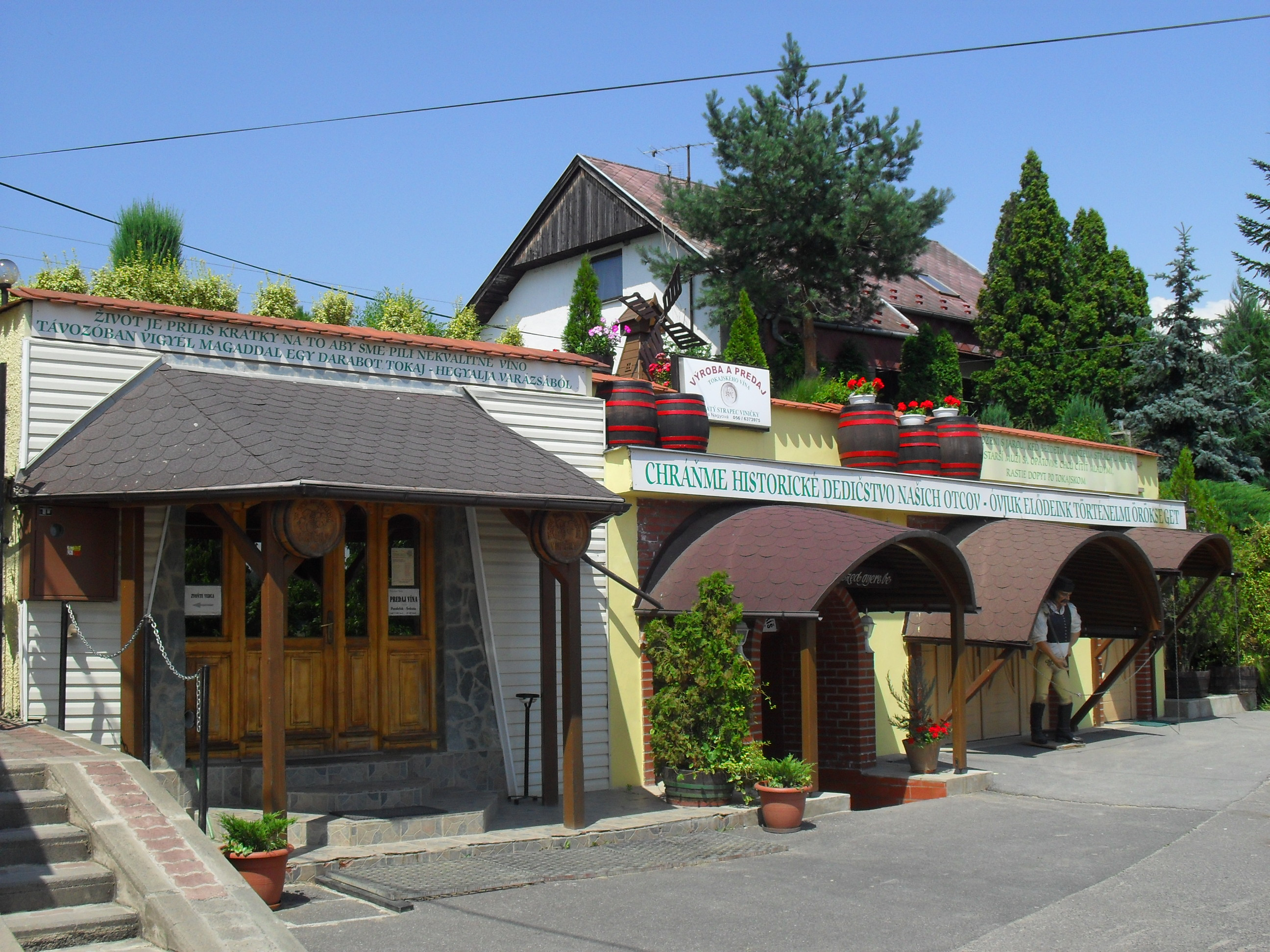
Borospincék a községben
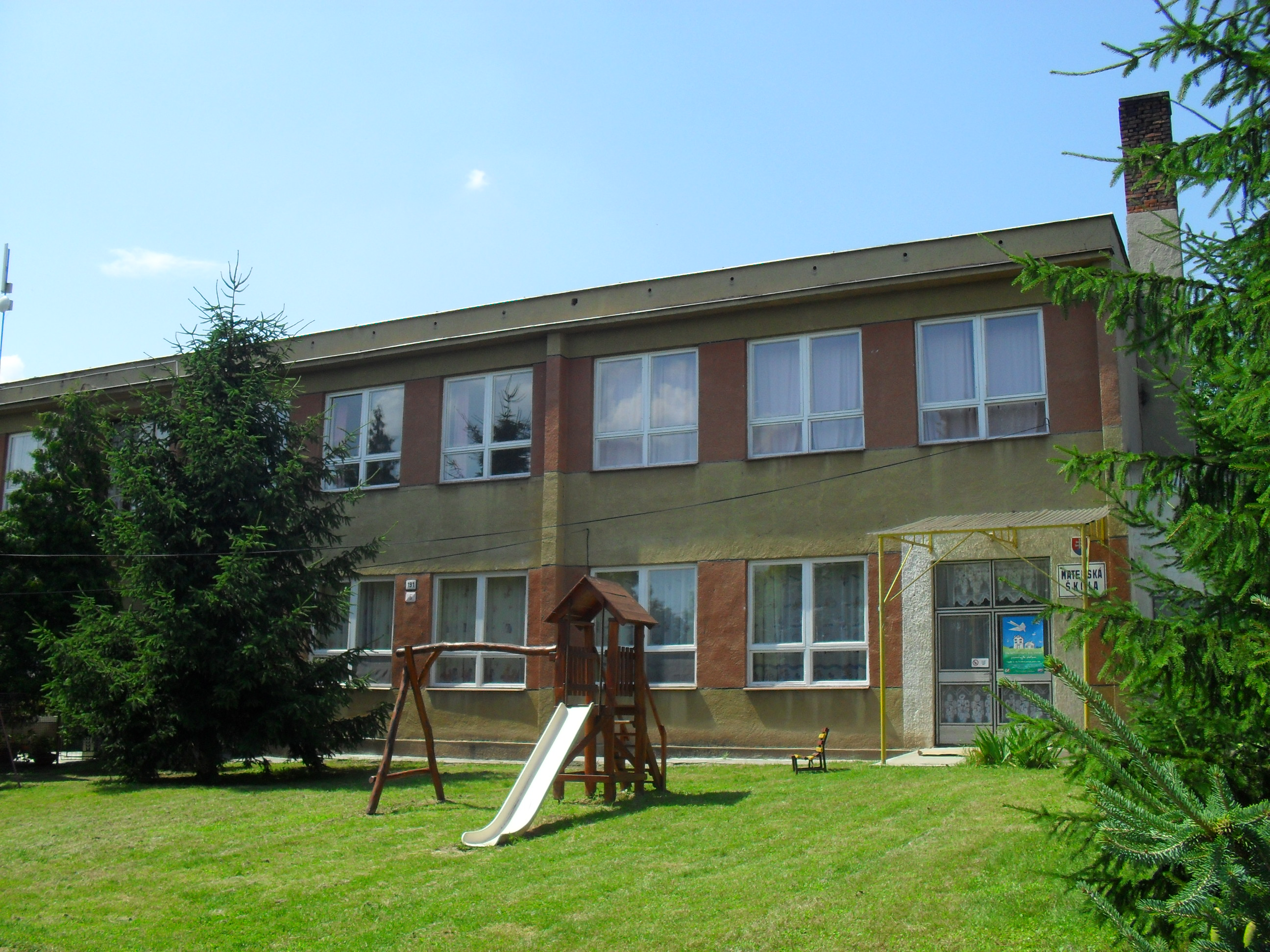
Óvoda
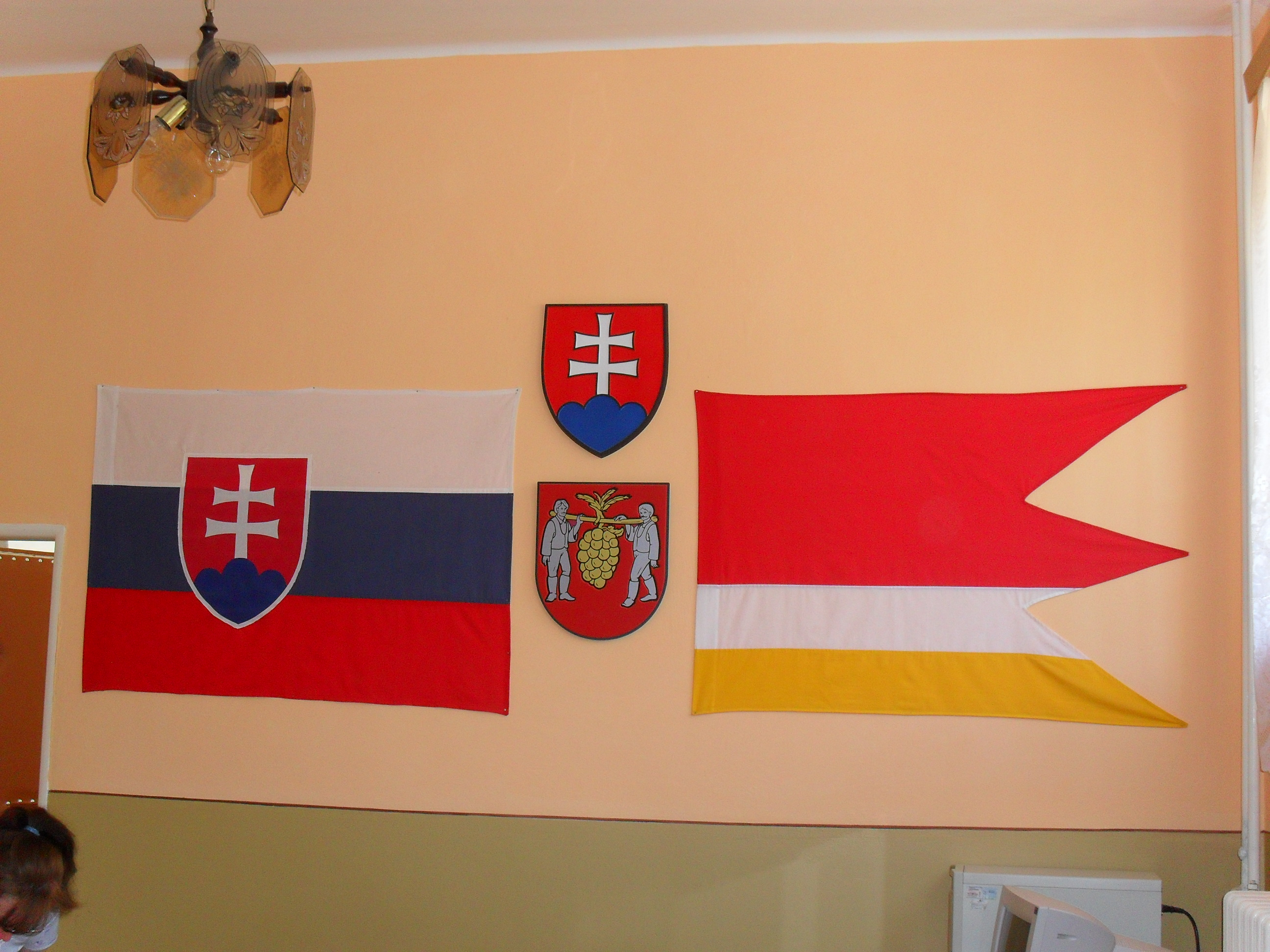
A község jelképei
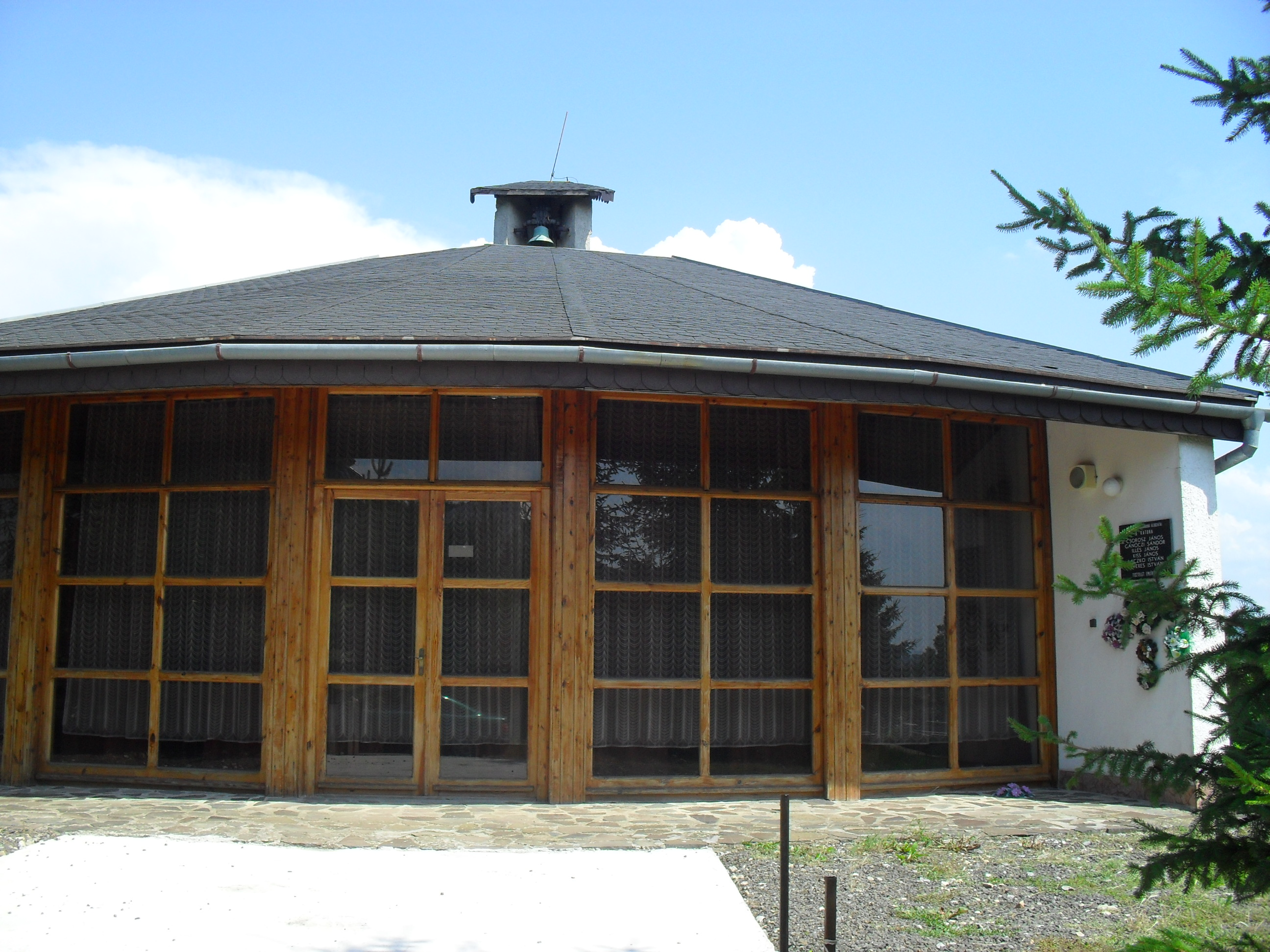
Ravatalozó
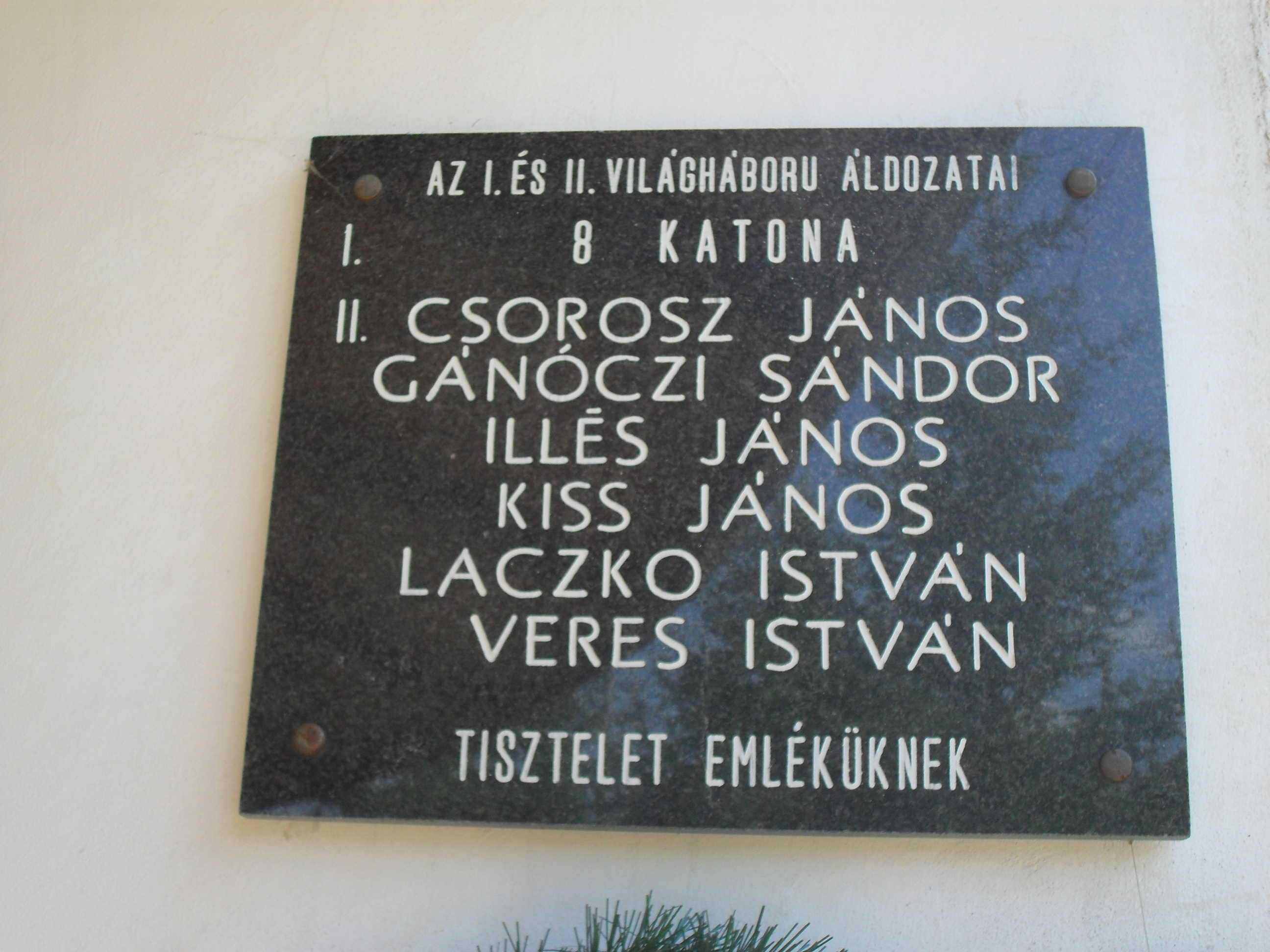
A világháborúk áldozatainak emléktáblája
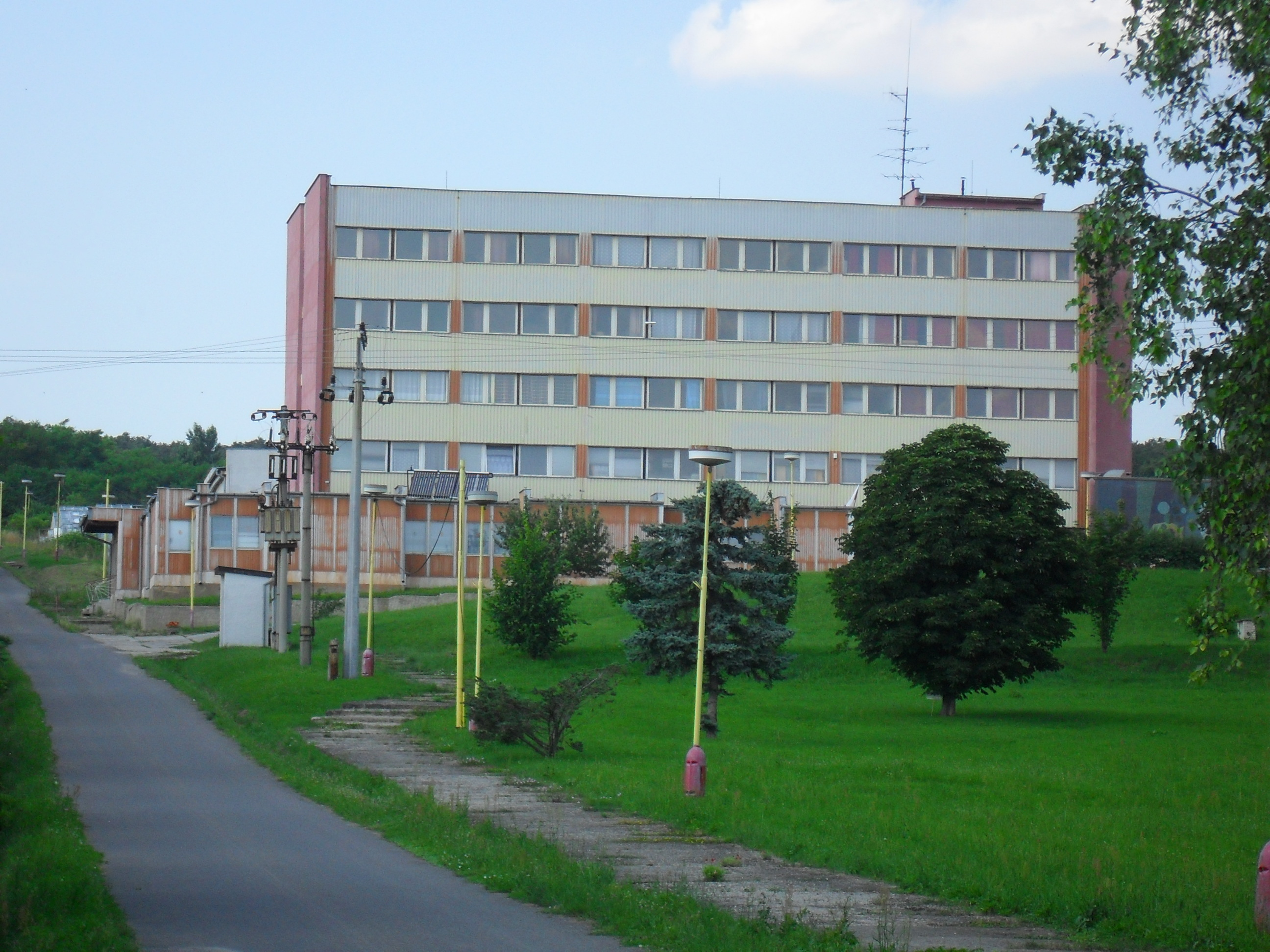
Szőlészeti és Gyümölcstermesztő Szakközépiskola
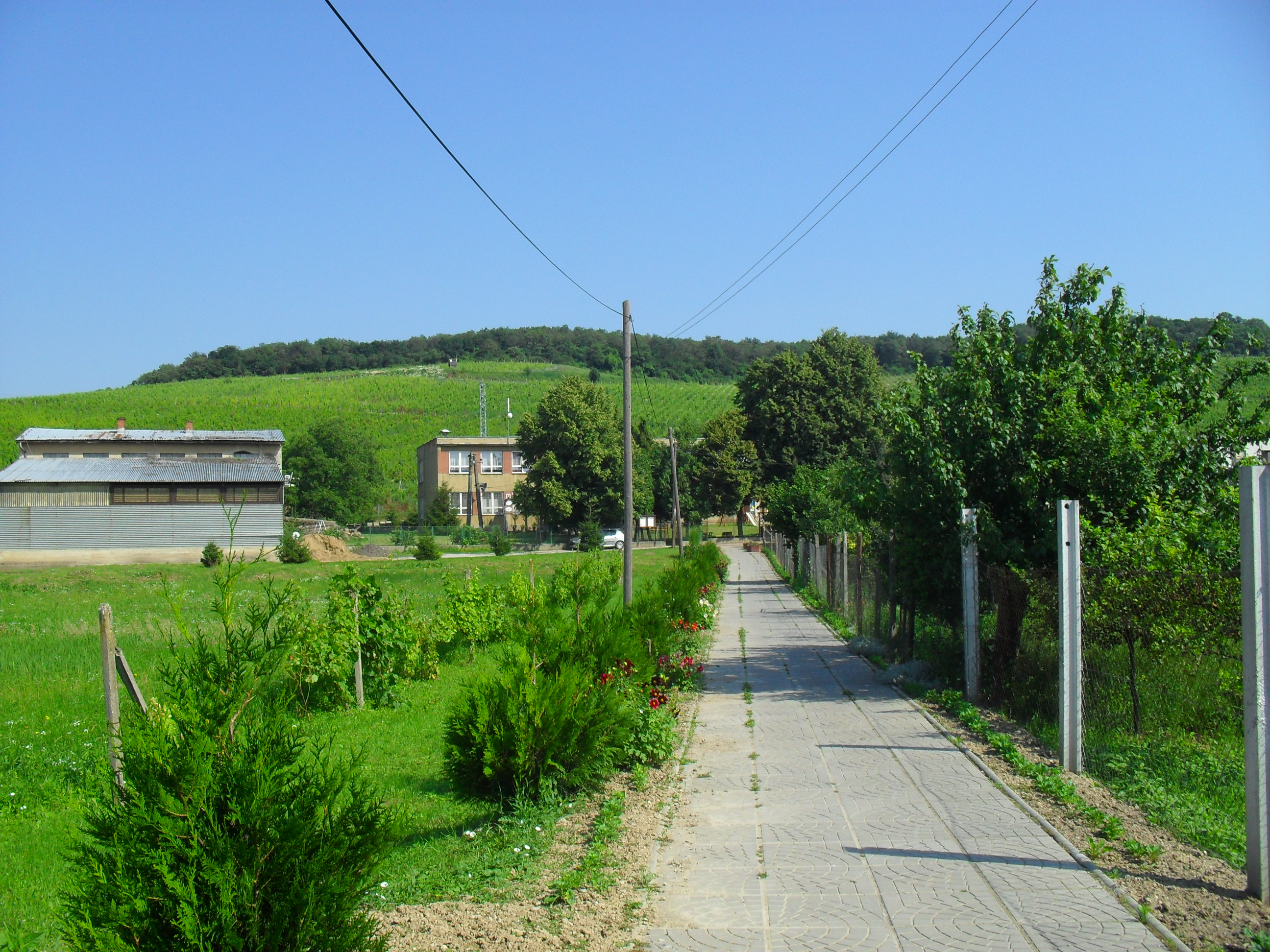